# Fehér Gyula (római katolikus pap, 1858–1943)
Fehér Gyula (Nemesabony, 1858. március 30. – Esztergom, 1943. április 24.) magyar római katolikus pap, pápai prelátus, esztergomi nagyprépost, felsőházi tag.

## Élete
1858-ban született a Pozsony vármegyei Nemesabonyban. A Szent Ágostonról elnevezett bécsi felsőbb papnevelő intézetben végezte teológiai tanulmányait, melyek végeztével, 1880-ban pappá szentelték. Már korán kitűnt tehetségével és gyorsan haladt előre pályáján: 1884-ben líceumi tanár lett, a következő évben, 1885-ben pedig Esztergom-Belváros plébánosává nevezték ki. 1907-ben ugyanott prelátus-kanonok, majd 1920-ban honti főesperes, 1923-ban prépost és 1929-ben az esztergomi főszékesegyház nagyprépostja lett.
Jól beszélt német és latin nyelven is; hosszabb tanulmányutakon járt többek között Ausztriában, Olaszországban, Spanyolországban és Észak-Afrika több országában. Érdemeiért elnyerte a Magyar Érdemrend középkeresztjét és a Ferenc József-rend lovagi címét; Esztergom város képviselő-testületének tagja, Esztergom vármegye törvényhatósági bizottságának örökös tagja, továbbá az 1939–1945-ös törvényhozási ciklusban a parlamenti felsőház tagja is volt. Részt vett az Esztergomvidéki Hitelbank Rt. alapításában.